# Biblioteca del Instituto Internacional de Madrid
La biblioteca del Instituto Internacional de Madrid tiene su origen en los inicios de la institución a finales del siglo XIX. Para Alice Gordon Gulick, fundadora del Instituto Internacional de Madrid, la biblioteca era una parte esencial de su proyecto educativo como se pondría de manifiesto en el diseño del edificio de c/ Miguel Ángel, 8 (Madrid) o College Hall. Ya en 1906 estaba organizada como entidad independiente y disponía de catálogo.
Durante 1928, como parte del acuerdo de colaboración con la Residencia de Señoritas, las bibliotecas de ambas instituciones se fusionaron aportando cada una de ellas unos 7.000 volúmenes. Esta biblioteca se sirvió de las mismas instalaciones que desde 1910 disfrutaba la del Instituto Internacional, la planta primera del College Hall.
En 1910, el Instituto comenzó a ofrecer cursos de Biblioteconomía, siendo éstos los primeros que se impartieron en Madrid sobre la materia y que continuarían realizándose hasta el año 1979. Las primeras alumnas de estos cursos fundaron la asociación Libros que también publicó una revista con el mismo nombre.
A partir de 1930, con el nombramiento de Enriqueta Martín como directora, el proyecto de la Biblioteca se consolidó como referente bibliotecario, contribuyendo notablemente a la introducción del sistema Dewey en España.
En los años cincuenta, la Asociación de Diplomados del Instituto Internacional de Madrid organizó un sistema pionero de becas para la ampliación de formación bibliotecaria en universidades de Estados Unidos.
Desde la década de los sesenta la biblioteca comenzó a crecer de forma importante hasta convertirse en la extensa colección actual, especializada en Humanidades y Ciencias Sociales con libros tanto en español como en inglés.
En la actualidad, la Biblioteca del Instituto Internacional cuenta con más de 70.000 monografías, cerca de 1.000 películas, 800 publicaciones periódicas con 60 títulos en curso y prensa diaria española y estadounidense.
Gran parte de la colección se encuentra disponible para el préstamo, siendo posible la renovación, la reserva de los materiales. El resto de la colección está accesible para su consulta en sala y reproducción parcial. La biblioteca desarrolla distintas actividades de animación a la lectura, manteniendo con acceso libre un club de lectura en español, un club de lectura en inglés y una actividad de cuentacuentos en inglés.